# Новый Кипчак (Башкортостан)
Новый Кипчак (баш. Яңы Ҡыпсаҡ) — деревня в Кипчак-Аскаровском сельсовете Альшеевский район Республики Башкортостан России. Живут башкиры (2002).
Расположена на р.Малый Юзбулан (бассейн р. Дёма).

## История
Основана после 1925 в Белебеевском кантоне жителями д.Кипчак-Аскарово того же кантона как выселок.
Статус деревня посёлок приобрёл согласно Закону Республики Башкортостан от 20 июля 2005 года N 211-з «О внесении изменений в административно-территориальное устройство Республики Башкортостан в связи с образованием, объединением, упразднением и изменением статуса населенных пунктов, переносом административных центров», ст.1

6. Изменить статус следующих населенных пунктов, установив тип поселения — деревня:

…

2) в Альшеевском районе:

ш) поселка Новый Кипчак Кипчак-Аскаровского сельсовета

## География
Расстояние до:
- районного центра (Раевский): 27 км,
- центра сельсовета (Кипчак-Аскарово): 7 км,
- ближайшей железнодорожной станции (Раевка): 27 км.

## Население
| 2002 | 2009 | 2010 |
| ---- | ---- | ---- |
| 196  | ↘194 | ↘148 |

Историческая численность населения: в 1939—135 чел.; 1959—129; 1989—150; 2002—196; 2010—148
Национальный состав
Согласно переписи 2002 года, преобладающая национальность — башкиры (100 %).

## Инфраструктура
фельдшерско-акушерский пункт, клуб.